# Papyrus 75

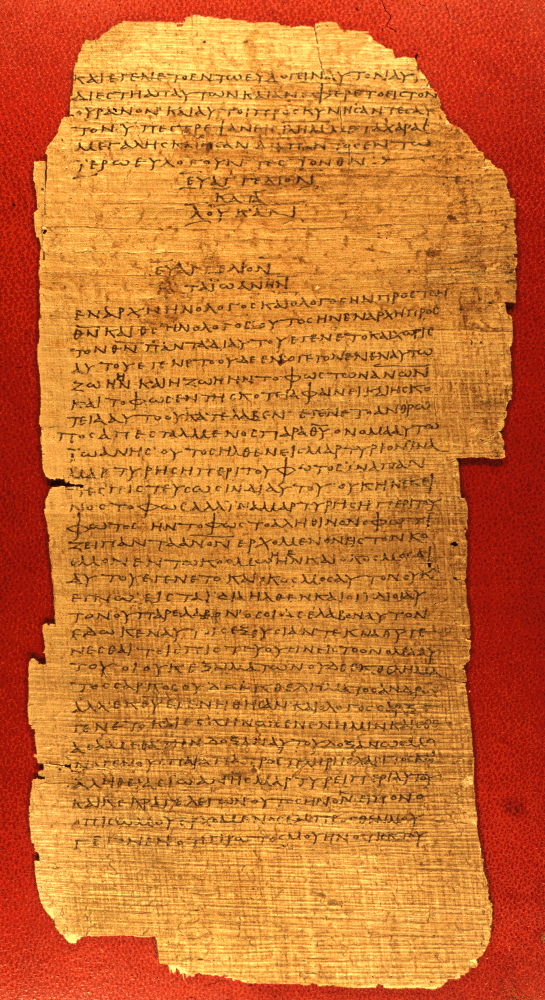

Le Papyrus 75 (P75, Papyrus Bodmer XIV-XV) est un papyrus du Nouveau Testament. Il  contient environ la moitié du texte de deux évangiles : L'Évangile selon Luc (Papyrus Bodmer XIV) et l'Évangile selon Jean (Papyrus Bodmer XV) en Grec ancien. Selon le classement Nestle-Aland (27e édition, NA27) il est daté du début du  IIIe siècle. C'est (avec le Papyrus 4) un des plus anciens manuscrits de l'Évangile selon Luc. 'Le fragment qui subsiste contient Luc 3:18-24:53 ...',.
Le manuscrit ne contient pas de Luc 22,43-44 et Pericope Adulterae (Jean 7,53-8,11).
Il a fait l'objet d'une donation à la Bibliothèque du Vatican en 2007. Jusqu’ici ce papyrus était conservé à Cologny, près de Genève, par la Fondation Martin Bodmer, à laquelle il appartenait.

## Variantes textuelles
Lk 24,26 – δοξαν (gloire) ] βασιλειαν (royaume)
Jean 10,7 – η θυρα (porte) ] ο ποιμην (berger)